# 90 nanòmetres
| Tecnologia | Any  |
| ---------- | ---- |
| 10 um      | 1971 |
| 6 um       | 1974 |
| 3 um       | 1977 |
| 1,5 um     | 1982 |
| 1 um       | 1985 |
| 800 nm     | 1989 |
| 600 nm     | 1994 |
| 350 nm     | 1995 |
| 250 nm     | 1997 |
| 180 nm     | 1999 |
| 130 nm     | 2001 |
| 90 nm      | 2004 |
| 65 nm      | 2006 |
| 45 nm      | 2008 |
| 32 nm      | 2010 |
| 22 nm      | 2012 |
| 14 nm      | 2014 |
| 10 nm      | 2017 |
| 7 nm       | 2018 |
| 5 nm       | 2020 |

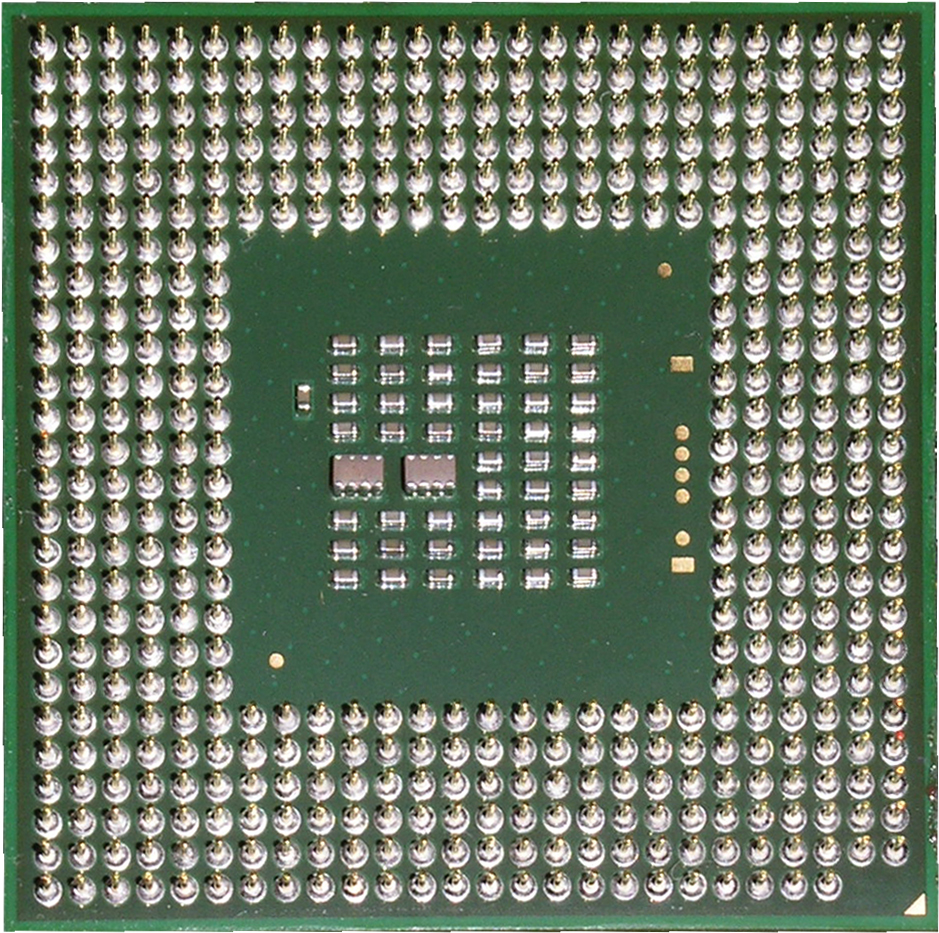
Fig.1 Exemple de tecnologia de 90 nm : Intel Celeron D

90 nanòmetres (90 nm) és una tecnologia de fabricació de semiconductors en què els components tenen una dimensió de 90 nm. És una millora de la tecnologia de 65 nm. La llei de Moore diu que la superfície és redueix a la meitat cada 2 anys, per tant el costat del quadrat de la nova tecnologia serà de {\displaystyle 90\simeq {\frac {130}{\sqrt {2}}}}. Sabent que els àtoms de silici tenen una distància entre ells de 0,543 nm, llavors el transistor té de l'ordre de 165 àtoms de llargada.

## Tecnologia emprada
- Tecnologia de tensió de porta de 1,8V.[4]
- Tecnologia de litografia millorada.

## Processadors
| Fabricant | Data | CPU                                 | Notes |
| --------- | ---- | ----------------------------------- | ----- |
| IBM       | 2004 | PowerPC G5, Cell                    |       |
| Intel     | 2004 | Pentium 4, D, M, Xeon               |       |
| AMD       | 2004 | Athlon 64, Sempron, Turion, OPteron |       |

| Fabricant                | Intel   | Intel    | TSMC      | TSMC     | Samsung   | Samsung  | Fujitsu         | Fujitsu         | IBM / Toshiba / Sony / AMD / Chartered | IBM / Toshiba / Sony / AMD / Chartered | Motorola   | Motorola   | TI    | TI       |
| ------------------------ | ------- | -------- | --------- | -------- | --------- | -------- | --------------- | --------------- | -------------------------------------- | -------------------------------------- | ---------- | ---------- | ----- | -------- |
| Nom del procés           | P1262   | P1262    |           |          |           |          | CS-100 / CS-101 | CS-100 / CS-101 |                                        |                                        | HiPerMOS 8 | HiPerMOS 8 |       |          |
| Primera producció        | 2002    | 2002     | 2003      | 2003     | 2003      | 2003     | 2004            | 2004            | 2003                                   | 2003                                   | 2004       | 2004       | 2005  | 2005     |
| Tipus                    | Bulk    | Bulk     | Bulk      | Bulk     | Bulk      | Bulk     | Bulk            | Bulk            | PDSOI                                  | PDSOI                                  | PDSOI      | PDSOI      | Bulk  | Bulk     |
| Oblia                    | 300mm   | 300mm    | 300mm     | 300mm    | 300mm     | 300mm    | 300mm           | 300mm           | 300mm                                  | 300mm                                  | 300mm      | 300mm      | 300mm | 300mm    |
| Capes de Metal           | 7       | 7        |           |          |           |          | 10              | 10              |                                        |                                        |            |            | 9     | 9        |
|                          | Valor   | 130 nm Δ | Valor     | 130 nm Δ | Valor     | 130 nm Δ | Valor           | 130 nm Δ        | Valor                                  | 130 nm Δ                               | Valor      | 130 nm Δ   | Valor | 130 nm Δ |
| Pas de contacte de porta | 260 nm  | 0.82x    | 240 nm    | 0,77x    | 245 nm    | 0,70x    | ? nm            | ?x              | ? nm                                   | ?x                                     | ? nm       | ?x         | ? nm  | ?x       |
| Pas de connexió          | 220 nm  | 0.63x    | 240 nm    | 0,71x    | 245 nm    | 0,70x    | ? nm            | ?x              | ? nm                                   | ?x                                     | ? nm       | ?x         | ? nm  | ?x       |
| Cel·lula 1 bit de RAM    | 1,0 µm² | 0.50x    | 0,999 µm² | 0,47x    | 0,999 µm² | ?x       | 1,07 µm²        | 0,54x           | 0,999 µm²                              | ?x                                     | ? µm²      | ?x         | ? µm² | ?x       |
| Cel·lula 1 bit de DRAM   |         |          |           |          | 0,275 µm² |          |                 |                 | 0,19 µm²                               | ?x                                     |            |            |       |          |